# Banana Skin Shoes
Banana Skin Shoes è il nono album in studio di Badly Drawn Boy(nome d'arte di "Damon Michael Gough"), pubblicato il 22 maggio 2020. Il brano Is This a Dream? è stato rilasciato nel gennaio 2020. Damon Michael Gough ha definito la canzone "un collage sonoro di caos e confusione per riflettere i tempi ridicoli in cui viviamo ... Un colpo sonoro deliberatamente cartoonesco negli occhi, a coloro in cui riponiamo fiducia, ma invece fornisce una raffica costante di disinformazione seguita da cattive decisioni."
Banana Skin Shoes è stata accolto con recensioni di "plauso universale" da parte della critica. Metacritic, che assegna una valutazione media ponderata di 100 alle recensioni delle pubblicazioni tradizionali, ha dato all'album un punteggio medio di 81, sulla base di 7 recensioni.

## Tracce
1. Banana Skin Shoes – 2:49
2. Is This a Dream? – 4:08
3. I Just Wanna Wish You Happiness – 3:34
4. I'm Not Sure What It Is – 3:32
5. Tony Wilson Said – 4:18
6. You and Me Against the World – 3:35
7. I Need Someone to Trust – 3:57
8. Note to Self – 3:36
9. Colours – 4:00
10. Funny Time of Year – 3:04
11. Fly on the Wall – 3:32
12. Never Change – 3:19
13. Appletree Boulevard – 3:07
14. I'll Do My Best – 4:09